# 趙寧夏

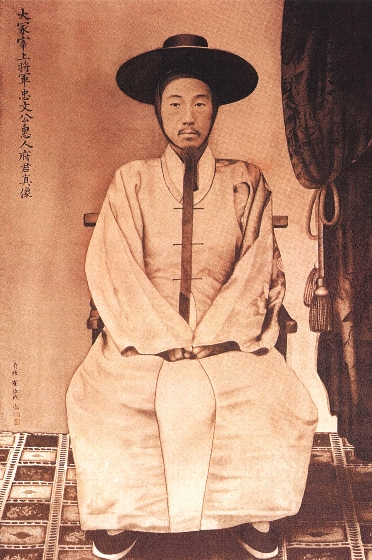
趙寧夏

趙寧夏（韓語：조영하，1845年—1884年）字箕三，号惠人。养父赵秉夔。李氏朝鲜外戚丰壤赵氏后期骨干，神贞王后的侄子。1863年任待敎。1873年参与闵妃、崔益鉉的弹劾兴宣大院君活动，并掌管武卫都统司。1875年为禁卫大将。后因反对立闵妃之子为世子失势。主张事大。1882年壬午军乱，清朝介入，大院君被抓走。丰壤赵氏重新得势，他掌控朝鲜军政大权。1883年3月17日爲弘文館提學、办理统理衙门事务、督办通商事务、都统使。1884年12月5日甲申政变中被开化党暗杀。
赵宁夏的死使丰壤赵氏彻底没落，时局让晚年的神贞王后悲伤痛楚。史书记载“国家祸变频仍，其艰险万状，（神贞王后）皆备尝之。尝对宫人流涕，叹不死。”
有子赵东润、孙赵重九，都是亲日派。